# Peringathur
Peringathur es una ciudad censal situada en el distrito de Kannur en el estado de Kerala (India). Su población es de 40292 habitantes (2011). Se encuentra a 32 km de Kannur y a 61 km de Kozhikode.

## Demografía
Según el censo de 2011 la población de Peringathur era de 40292 habitantes, de los cuales 18477 eran hombres y 21815 eran mujeres. Peringathur tiene una tasa media de alfabetización del 96%, superior a la media estatal del 94%: la alfabetización masculina es del 97,64%, y la alfabetización femenina del 94,65%.